# Regionale Kinder- und Jugendbibliothek Cherson

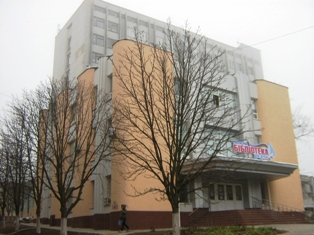
Gebäude der Kinder- und Jugendbibliothek Cherson

Die Regionale Kinder- und Jugendbibliothek Cherson (ukrainisch Херсонська обласна бібліотека для дітей імені Дніпрової Чайки, deutsch: Regionale Kinderbibliothek Dniprowa Tschajka Cherson) ist eine Kinder- und Jugendbibliothek in der südukrainischen Oblasthauptstadt Cherson.

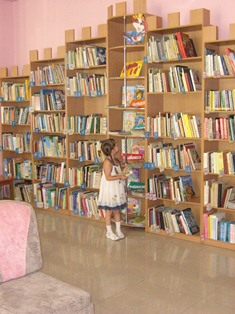

Die 1924 gegründete Bibliothek besitzt mehr als 100.000 Medien aller Art, mit Einschluss audiovisueller Werke. Sie hat zudem die Aufgabe, die Tätigkeit der anderen Kinderbibliotheken in der Oblast Cherson zu koordinieren und zu unterstützen.
Seit 1946 hat die Institution den Status einer staatlichen Bibliothek. Seit 1980 ist sie im neuen Gebäude an der Tscherwonostudentstraße im Stadtteil Suworow in Cherson untergebracht.
2013 erhielt sie den Namenszusatz zur Erinnerung an die ukrainische Kinderbuchautorin Dniprowa Tschajka (1861–1927), die aus dem Gouvernement Cherson stammte.
Während der russischen Besetzung von Teilen der Südukraine im Jahr 2022 war die Tätigkeit der Bibliothek kaum noch möglich.